# Santa Catalina (Ilocos Sur)
Santa Catalina è una municipalità di quinta classe delle Filippine, situata nella provincia di Ilocos Sur, nella regione di Ilocos.
Santa Catalina è formata da 9 baranggay:
- Cabaroan
- Cabittaogan
- Cabuloan
- Pangada
- Paratong
- Poblacion
- Sinabaan
- Subec
- Tamorong